# サダキチ・ハートマン
カール・サダキチ・ハートマン（Carl Sadakichi Hartmann、旧暦慶応3年10月13日〈新暦1867年11月8日〉 - 1944年11月22日）は、日本出身のアメリカ合衆国の美術家、批評家、詩人。定吉ハートマン、サダキチ・ハルトマンなどの表記もある。写真評論では、シドニー・アラン（Sydney Allan）名を使用することもあった。

## 生涯

### 渡米前

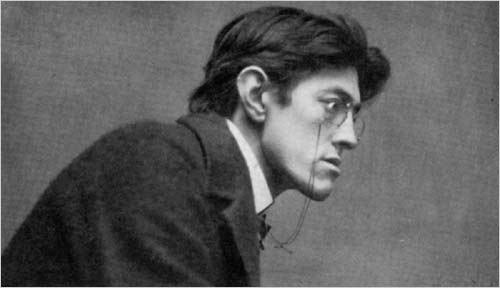
1899年のサダキチ

ドイツ人の貿易・武器商人カール・ヘルマン・オスカー・ハルトマンと日本人女性さだの次男として、長崎の出島に出生。幼くして母を亡くしたため父がドイツに連れて行き、兄と共にドイツの親戚に引き取られ、ハンブルクで教育を受けた。裕福な一族だったため、私立校へ通うなど当地の最高の教育を受けたが、ドイツに帰国した父親の再婚に伴って転校し、キール海軍兵学校に通う予定だったが、フランスのパリへ家出。父親の怒りを買い14歳で勘当され、1880年に渡米。

### 渡米後

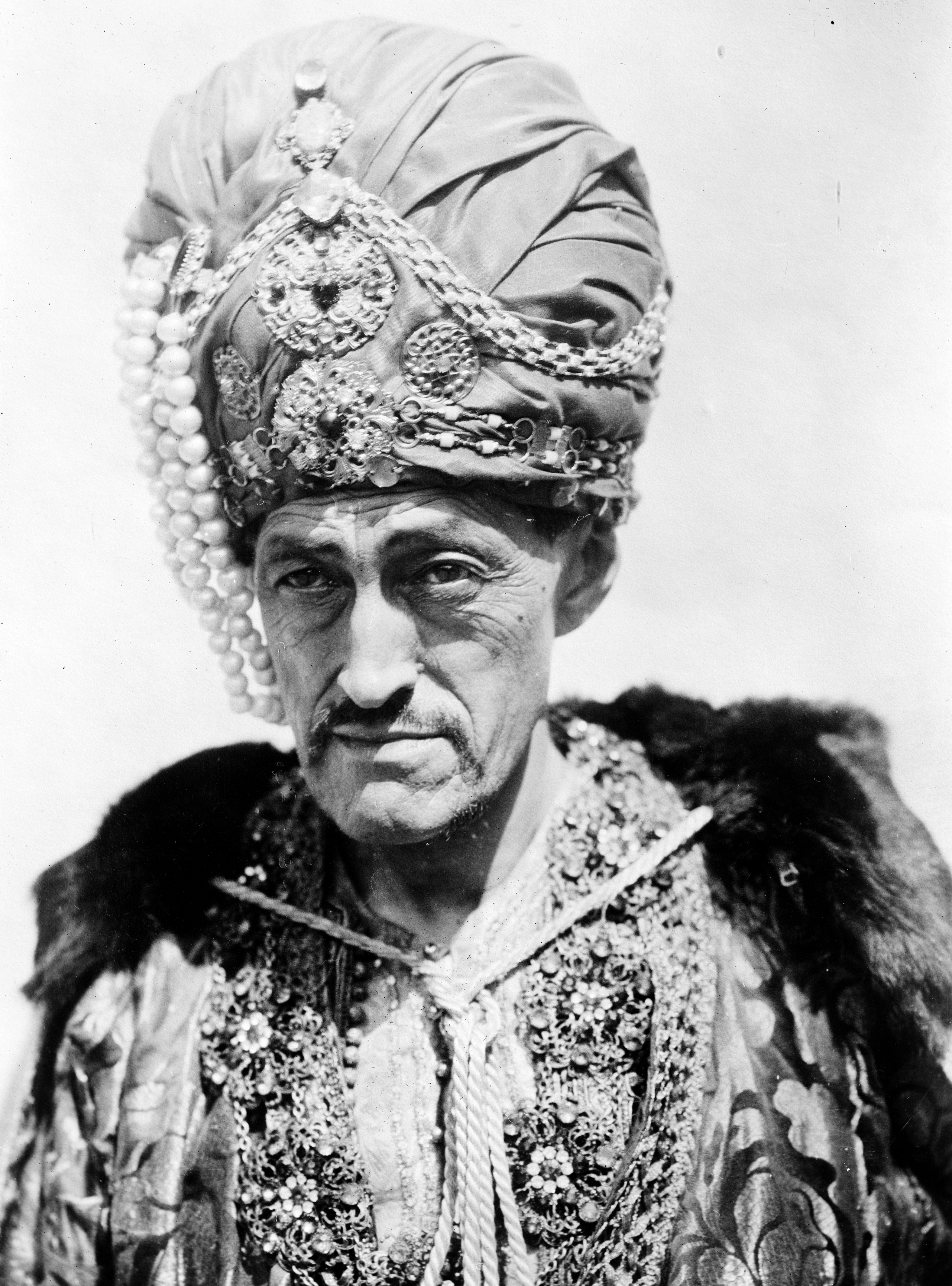
映画『バグダッドの盗賊』（1924年）で宮廷魔術師に扮した折のハートマン

1880年に渡米し、ピッツバーグの親戚のもとへ身を寄せる。印刷会社で働きながら、夜は図書館で文学や芸術などを学ぶ。1894年、アメリカ合衆国の市民権を得る（帰化）。
1887年頃からヨーロッパへも何度か足を運び、多くの芸術家と交流し、美術記事を多く書いた。1889年、米国グリニッジ・ヴィレッジに移り住む。1890年、初の戯曲『キリスト』は猥褻文書として発禁になり、逮捕された（1893年に再出版）。支援していた画家の売り出しに失敗したのをきっかけに鬱状態になり自殺未遂を起こすが、1891年、入院先の看護婦と結婚。その後は美術批評誌の発行、雑誌寄稿、本の出版など、美術ライターとして精力的に活動。1891年、新聞社の仕事で欧州取材に出かけ、著名な文化人にも多く取材している。1892年末から翌年にかけても妻とともに仏パリで過ごした。
その後は米国のボストンやニューヨークを拠点に文芸批評家・演劇批評家として活動し、詩人ウォルト・ホイットマンやステファヌ・マラルメ、エズラ・パウンドらと交際し、勃興期のモダニズムで重要な役割を果たした。自ら詩作も行なっている。俳句の紹介や香をきく会の開催などを通じて日本文化の紹介に努め、パウンドなどに影響を与えた。写真を芸術として論じた先駆者でもあり、アルフレッド・スティーグリッツらと交流した。また、当時まだ無名だった美術家を多く扱った著書『アメリカン・アート』はアメリカ美術の教科書的読み物として読み継がれた。東洋文学や象徴主義の影響下に詩作・劇作・絵画制作をおこない、Drifting Flowers of the Sea and Other Poems（1904年）、My Rubaiyat（1913年）、Japanese Rhythms（1915年）などの作品を残した。批評家としてはShakespeare in Art（1901年）やJapanese Art（1904年）などの著作がある。1910年代にはグリニッジ・ヴィレッジの名物男グイード・ブルーノから“ボヘミアンの王者”との称号を贈られた。
1916年（1918年とする説もある）、米西海岸カリフォルニアに移り住む。脚本家・映画批評家として活動。ハリウッド映画『バグダッドの盗賊』（1924年）では俳優として参加し、宮廷魔術師に扮してダグラス・フェアバンクスと共演した。フェアバンクスとの仕事を途中で投げ出して損害を与えたり、親交を持ったチャールズ・チャップリンに悪態を吐いて絶交されたりした。持病の喘息のため安定した職を得られず、晩年は貧困とアルコール依存症に苦しんだ。酒欲しさに俳優ジョン・バリモアのパーティによく顔を出し、若い頃の有名人との交流を話しては、彼の業績を知らないバリモアの取り巻き連中に法螺話と思われてペテン師呼ばわりされたが、その強烈な個性は愛されもした。1938年、バニングのインディアン居留地に住んていた娘のもとに身を寄せた。ボロボロの長いコートで町を徘徊し、彼を知る者以外からは狂人呼ばわりされていた。第二次世界大戦が始まると、ドイツと日本の血を引くことから、スパイと疑われ、日系人強制収容所に送られそうになる。強制収容は免れたものの、一家は周囲から疎まれ、常に監視される生活を送った。1944年、フロリダ州セントピーターズバーグの娘の家を訪問中に死去。

## 家族
生涯に三度結婚し、15人の子をもうけたと『タイム』誌の死亡記事は報じたが、美術史辞典は、最初の妻Elizabeth Blanche Walsh（看護婦、1891年-1910年）との間に5人の子、恋人の詩人Anne Throopとの間に息子が1人、2番目の妻Lillian Bonham（芸術家、1910年-1916年）との間に7人の子を得たとしている。それぞれの子供には宝石や花の名前をつけた。
晩年サダキチは、二番目の妻との娘、ウエステリア・リントンの家の裏に小屋を建てて暮らした。ウエステリアの夫はインディアンで、バニングのモロンゴ居留地で電気もない貧しい暮らしをしていた。ウエステリアは、カリフォルニア大学リバーサイド校のスタッフ・カメラマンをしていた。ウエステリアの娘（サダキチの孫）のマリゴールド・リントンは、認知心理学者で、インディアン支援活動家。

## 著書
- Schopenhauer in the Air: Seven Stories (1899年)
- Shakespeare in Art (1900年)
- A History of American Art (1901年)
- Japanese Art (1903年)
- Drifting Flowers of the Sea and Other Poems (1904年)
- Landscape and Figure Composition (1910年)
- The Whistler Book (1910年)
- My Rubaiyat (1913年)
- Permanent Peace: Is it a Dream? (1915年)
- Tanka and Haikai: Japanese Rhythms (1916年)
- The Last Thirty Days of Christ (1920年)

## 伝記
- 太田三郎『叛逆の芸術家 世界のボヘミアン＝サダキチの生涯』東京美術 1972
- 田野勲『演技する道化 サダキチ・ハートマン伝』（ミネルヴァ書房、2018年）